# 이신형 (프로게이머)
이신형(1993년 7월 25일 ~ )은 대한민국의 스타크래프트 II 프로게이머이다. Bogus라는 아이디를 사용하다가 2012년 11월 INnoVation으로 변경하였고 종족은 테란이며 현재 리그 오브 레전드 프로게이머로 활동 중인 이민형의 친형으로도 알려져 있다.

## 개요
2008년 하반기 드래프트에서 STX SouL의 1차 지명으로 입단하였다.
첫 개인리그인 NATE MSL 2009에서 김택용, 마재윤이라는 강력한 상대를 연파하고 16강에 진출하여 진영수 이후의 새로운 테란카드로 부상했고, 웅진 스타즈의 한상봉을 상대로 안타깝게 1:2로 패배를 하게 되었다.
이후 09-10 시즌에서는 조작사건에 연루되어 방출된 진영수의 빈 자리를 김동건과 함께 채운다. 그러나 다소 답답한 운영으로 '빵셔틀'이라는 좋지않은 별명도 얻었다.
신한은행 프로리그 10-11에서 이신형은 정규시즌 32승을 하며 기존 에이스 김구현과 김윤환의 부진 속에 STX SouL의 에이스로 활약한다. 전시즌 3승과 비교하면 무려 10배가 넘는 승수를 챙긴것으로, 앞으로의 가능성을 보여주었다. 10-11 시즌 6강 PO에서는 김대엽과의 치열한 장기전 끝에 승리를 따내며 포모스 평점 S를 받기도했다.
Tving 스타리그 2012에서 2연속 벙커링으로 16강에 진출했다. 이어진 Tving 스타리그 2012에서는 허영무와 김성대에게 연패를 당했으나, 마지막 경기에서 이영호를 잡아내는 기염을 토하며 재경기를 성사시켰다. 여담으로, 이 경기는 이신형의 2012년 공식전 첫 테란전 승리이기도 하다. 하지만 재경기에서 패해 탈락했다.
이어진 병행시즌에서는 모두의 기대를 무참히 깨고 스타2 6전 전패라는 성적을 기록해 큰 아쉬움을 남겼다. 더구나 래더에서 맹활약해 '래더본좌'라는 칭호를 얻었으나, 이는 곧 래더에서만 잘한다는 의미의 비판형 별명으로 변질되었다.
하지만 이후 기량을 다시 높였고, GSL 코드S 4강에 진출한 뒤 이어진 프로리그에서 올킬을 기록하는 등 에이스로 활약하고 있다. 엄청난 기량으로 강적들을 내리 꺾고 개인리그 결승까지 진출하였으나, 결승전에서 김민철을 상대로 3세트를 먼저 승리하고도, 마무리를 하지 못하고 나머지 4경기를 모두 패해 리버스 스윕의 희생자가 되고 만다.
이후 2013년 6월 7일부터 9일까지 열린 2013 WCS Season1 TG삼보-Intel Finals에서 완벽한 모습을 보여주며 프로게이머 데뷔 이후 생애 첫 개인리그 우승을 차지했다.
2013년 9월 1일 STX SouL과의 계약 만료 이후, 독일의 스타크래프트 2 팀인 Acer에 입단했다.
2014년 9월 3일부로 Acer와 재계약을 하지 않고 팀을 탈퇴, 무소속 신분이 되었다.
2014년 9월 25일 SK텔레콤 T1 입단을 공식 발표했다.
이후 2014년 10월 4일에 벌어진 2014 핫식스 글로벌 스타크래프트 II 리그 시즌 3 코드S 결승에서 어윤수를 4:2로 꺾고 생애 첫 GSL 우승을 차지했다.
2015년 8월 9일 독일 쾰른에서 벌어진 IEM Season X - gamescom 결승에서 다시만난 어윤수를 4:1로 꺾고 자신의 IEM 대회 첫 우승을 차지했다.
2015년 8월 24일에 벌어진 SK텔레콤 T1과 MVP와의 프로리그 경기에서 황강호를 잡고 프로리그 통산 100승을 달성했다.
2015년 10월 4일에 벌어진 2015 핫식스 글로벌 스타크래프트 II 리그 시즌 3 코드S 결승에서 한지원을 4:2로 꺾고 통산 GSL 2회 우승을 달성했다. 군단의 심장 GSL 최초의 테란 우승자이며 마지막 우승자가 되었으며, 테란 최초 2회 우승자가 되었다.
2016년 10월 SK텔레콤 T1의 스타크래프트 II 종목 팀 해체로 무소속 신분이 되었다.
2017년 6월 10일 2017 SSL 프리미어 시즌 1 결승에서 강민수를 4:1로 꺾고 SSL 첫 우승을 하였고 2017년 8월 6일 GSL vs. the World 2017 결승에서도 전태양을 4:0으로 완벽히 우승을 하였고 2017년 9월 16일 2017 핫식스 글로벌 스타크래프트 II 리그 시즌 3 코드S 결승에서 김유진을 4:3으로 꺾고 우승을 하였다.

## 주요 기록

### 전적
통산전적 (13.02.03 기준, 스타2 전적포함)
|             | 경기 | 승-패 | 승률  |
| ----------- | ---- | ----- | ----- |
| 대 테란     | 42   | 19–23 | 45.2% |
| 대 저그     | 58   | 34–24 | 58.6% |
| 대 프로토스 | 51   | 25–26 | 49.0% |
| 총합        | 151  | 78–73 | 51.7% |

### 개인경력
스타크래프트 II : 프리미어 개인리그 우승 10회, 준우승 2회

#### 스타크래프트
- 2008년 제39회 스타크래프트 준프로게이머 선발전 입상
- 2008년 제5회 준프로 평가전 우승
- 2009년 곰TV TG삼보-인텔 클래식 시즌2 32강
- 2009년 NATE MSL 2009 16강
- 2010년 STX배 한중 스타크래프트 대회 3위
- 2011년 7월 진에어 스타리그 2011 24강
- 2012년 6월 Tving 스타리그 2012 16강

#### 스타크래프트 II
- 2012년 11월 핫식스 2012 글로벌 스타크래프트 II 리그 시즌 4 Code A 12강
- 2012년 11월 핫식스 2012 글로벌 스타크래프트 II 리그 시즌 5 Code S 4강
- 2013년 2월 핫식스 2013 글로벌 스타크래프트 II 리그 시즌 1 Code S 8강
- 2013년 3월 2013 MLG Winter Championship 3위
- 2013년 4월 제4회 인천 실내무도아시아경기대회 스타2 부문 국가대표 선발전 4강
- 2013년 4월 WCS 코리아 2013 시즌 1 망고식스 글로벌 스타크래프트II 리그 Code S 준우승 (2013 WCS 시즌 1 파이널 진출) (vs 김민철 3:4)
- 2013년 6월 2013 WCS Season1 TG삼보-Intel Finals 우승 (vs 김유진 4:0)
- 2013년 7월 2013 WCS 코리아 시즌 2 옥션 올킬 스타리그 4강 (2013 WCS 시즌 2 파이널 진출)
- 2013년 8월 WCG 2013 한국대표선발전 스타크래프트 ll 부문 3위 (WCG 2013 그랜드파이널 진출) - 드림핵으로 인해 대표 자격 포기
- 2013년 8월 2013 WCS 시즌 2 파이널 16강
- 2013년 9월 2013 DreamHack Open: Bucharest 준우승 (vs 윤영서 0:3)
- 2013년 9월 2013 WCS 코리아 시즌 3 조군샵 글로벌 스타크래프트 II 리그 16강
- 2013년 11월 2013 WCS 글로벌 파이널 16강
- 2013년 11월 HOT6 GSTL 시즌2 MVP
- 2013년 12월 2013 DreamHack Open: Winter 4위
- 2013년 12월 2013 핫식스컵 라스트 빅매치 8강 - (기권으로 인해 최지성이 대신 출전)
- 2013년 12월 2013 ASUS ROG Tournament - NorthCon 2013 4강
- 2014년 1월 2014 핫식스 글로벌 스타크래프트 II 리그 시즌 1 코드 A 48강
- 2014년 2월 IEM Season VIII - Cologne 8강
- 2014년 4월 2014 DreamHack Open: Bucharest 4강
- 2014년 6월 SanDisk SHOUTcraft Invitational 8강
- 2014년 6월 2014 핫식스 글로벌 스타크래프트 II 리그 시즌 2 코드 S 16강
- 2014년 7월 IEM Season IX - Shenzhen 8강
- 2014년 8월 Destiny I 우승 (vs 5:1 HuK)
- 2014년 9월 Connecting Professional E-sports #1 16강
- 2014년 10월 2014 핫식스 글로벌 스타크래프트 II 리그 시즌 3 코드 S 우승 (vs 어윤수 4:2)
- 2014년 11월 2014 WCS 글로벌 파이널 8강
- 2014년 11월 2014 핫식스컵 라스트 빅매치 8강
- 2014년 12월 2015 스타크래프트 II 스타리그 시즌 1 챌린지 32강
- 2015년 3월 2015 글로벌 스타크래프트 II 리그 시즌 1 코드 S 8강
- 2015년 3월 IEM Season IX - World Championship 8강
- 2015년 4월 2015 스베누 스타크래프트 II 스타리그 시즌 2 챌린지 24강
- 2015년 6월 2015 스베누 글로벌 스타크래프트 II 리그 시즌 2 코드 S 16강
- 2015년 8월 IEM Season X - gamescom 우승 (vs 어윤수 4:1)
- 2015년 8월 2015 스베누 스타크래프트 II 스타리그 시즌 3 8강
- 2015년 9월 MSI Masters Gaming Arena 2015 4강
- 2015년 10월 2015 핫식스 글로벌 스타크래프트 II 리그 시즌 3 코드 S 우승 (vs 한지원 4:2)
- 2015년 10월 SK텔레콤 스타크래프트 II 프로리그 2015 결승전 MVP
- 2015년 11월 2015 WCS 글로벌 파이널 8강
- 2015년 11월 2015 대한민국 e스포츠 대상 스타크래프트 II 인기 선수상
- 2016년 1월 스타크래프트 II 스타리그 2016 시즌 1 16강
- 2016년 2월 2016 핫식스 글로벌 스타크래프트 II 리그 시즌 1 코드 A 60강
- 2016년 3월 SK텔레콤 스타크래프트 II 프로리그 2016 1라운드 MVP
- 2016년 6월 2016 핫식스 글로벌 스타크래프트 II 리그 시즌 2 코드 A 48강
- 2016년 12월 IEM Season XI - Gyeonggi 우승 (vs 김대엽 4:0)
- 2017년 1월 2017 핫식스 글로벌 스타크래프트 II 리그 시즌 1 코드 S 8강
- 2017년 3월 IEM Season XI - World Championship 8강
- 2017년 4월 GSL Super Tournament 시즌 1 16강
- 2017년 4월 2017 핫식스 글로벌 스타크래프트 II 리그 시즌 2 코드 S 16강
- 2017년 6월 2017 SSL 프리미어 시즌 1 우승 (vs 강민수 4:1)
- 2017년 7월 2017 VSL Season 2 우승 (vs 어윤수 4:0)
- 2017년 7월 IEM Season XII - Shanghai 8강
- 2017년 8월 2017 GSL vs the World 우승(vs 전태양 4:0)
- 2017년 9월 2017 핫식스 글로벌 스타크래프트 II 리그 시즌 3 코드 S 우승 (vs 김유진 4:3)
- 2017년 9월 GSL Super Tournament 시즌 2 4강
- 2017년 10월 2017 WCS 글로벌 파이널 8강
- 2018년 1월 2018 글로벌 스타크래프트 II 리그 시즌 1 코드 S 16강
- 2018년 2월 IEM Season XII - World Championship 24강
- 2018년 4월 2018 AfreecaTV GSL Super Tournament 시즌1 8강
- 2018년 4월 2018 글로벌 스타크래프트 II 리그 시즌 2 코드 S 16강
- 2018년 6월 HomeStory Cup XVII 우승 (vs 어윤수 4:3)
- 2018년 7월 2018 글로벌 스타크래프트 II 리그 시즌 3 코드 S 16강
- 2018년 8월 2018 GSL vs the World 8강
- 2018년 3월 IEM Season XIII - Katowice 24강
- 2019년 3월 World Electronic Sports Games 2018 우승 (vs 요나 소탈라[Serral] 4:3)
- 2019년 3월 2019 마운틴듀 글로벌 스타크래프트 II 리그 시즌 1 코드 S 16강
- 2019년 4월 2019 마운틴듀 글로벌 스타크래프트 II 리그 시즌 2 코드 S 8강
- 2019년 7월 2019 마운틴듀 글로벌 스타크래프트 II 리그 시즌 3 코드 S 32강
- 2019년 8월 2019 Assembly Summer 16강